# Pomykowo
Pomykowo – wieś w Polsce położona w województwie wielkopolskim, w powiecie leszczyńskim, w gminie Rydzyna.

## Historia
Miejscowość pierwotnie związana była z Wielkopolską. Ma metrykę średniowieczną i istnieje co najmniej od początku XV wieku. Po raz pierwszy wymieniana w łacińskojęzycznym dokumencie z 1418 jako Pomicowo, 1428 Pomycowo, 1510 Plomykowo, 1519 Panykowo, 1563 Plomikowo.
Wieś Pomykowo powstała na gruntach nie istniejącej obecnie wsi Moraczewo Małe i dopiero później stała się ona osobną wsią. W 1410 nazywano tak 3,5 łana należące do wsi Moraczewo Małe. W 1493 miejscowość należała do powiatu kościańskiego Korony Królestwa Polskiego. W 1510 leżała w parafii Rydzyna.
Miejscowość była wsią szlachecką należącą do lokalnej szlachty wielkopolskiej; Korzboków Zawadzkich, Golińskich, Moraczewskich, Krzyżankowskich oraz Pomykowskich, którzy od nazwy wsi przyjęli odmiejscowe nazwisko. Na początku XVI wieku majątki pomykowskie w całość połączył Benedykt Miaskowski. Majętności w XVI wieku we wsi kupili też Rydzyńscy.
W 1418 Tomisława Moraczewska dała wwiązanie Janowi Rydzyńskiemu i Maciejowi plebanowi z Rydzyny w 3,5 łana zwanego Pomykowem leżące we wsi Moraczewo Małe. W 1428 Marcin Rui z Ponieca toczył spór sądowy z Małgorzatą mieszczką z Góry na Śląsku o połowę łana zwanego Poniec w Moraczewie Małym. Zastępowała ona w tym procesie Wawrzyńca Mykenberga z Moraczewa. W latach 1471–1519 część majętności pomykowskich była w posiadaniu Korzboków z Zawady oraz Wawrzyńca Golińskiego i jego córki. W 1471 Mikołaj Korzbok zapisał Annie, żonie swojego syna Jana, po 100 grzywien posagu oraz wiana na połowie Pomykowa. 
W 1482 Wawrzyniec Diak z Goliny dał Janowi Zawadzkiemu z Zawady koło Ponieca 1/3 Goliny oraz 50 złotych węgierskich, a w zamian otrzymał Pomykowo zapisując swojej żonie Dzierżce po 100 złotych węgierskich posagu i wiana na wsi. W 1485 Wawrzyniec Diak z Goliny] użył nazwiska Pomykowski utworzonego od nazwy wsi. W 1498 majątek dziedziczy Elżbieta córka zmarłego Wawrzyńca Pomykowskiego, która w 1519 sprzedaje wieś Benedyktowi Miaskowskiemu za 600 grzywien.
W latach 1493–1534 część wsi znalazła się w posiadaniu Moraczewskich. W 1493 Wincenty Moraczewski zapisał żonie Barbarze po 100 złotych węgierskich posagu oraz wiana na swych połowach Moraczewa i Pomykowa. W 1509 Jan Krzyżankowski zapisał swojej żonie Małgorzacie po 50 złotych węgierskich posagu oraz wiana na połowie swych części w Tworzanicach, Tworzankach oraz na 1,5 łana w Pomykowie. W 1534 majątek we wsi odziedziczyli synowie Wincentego Moraczewskiego - Mikołaj, Piotr i Maciej Moraczewscy dzieląc się wsiami Moraczewo, Pomykowo i Mirkowice. W 1535 Mikołaj sprzedaje swoje części we wspomnianych wsiach Stanisławowi Rydzyńskiemu za 500 grzywien. W 1561 Benedykt Miaskowski dziedzic w Pomykowie toczył spór z Przybińskimi o granicę Pomykowa i Przybina.
Miejscowość wspominały historyczne dokumenty podatkowe. W 1510 we wsi uprawiano 5 łanów, a cała wieś obejmowała 8 łanów i 10 kwart roli. W miejscowości gospodarowało 3 zagrodników, była karczma oraz opuszczony folwark. W 1550 Benedykt Miaskowski dał synowi Mikołajowi 3/4 łana we wsi, na którym rezydował kmieć Piotr Ranomanda. W 1522 Szymon Kapinos, poddany Benedykta Miaskowskicgo, pozwał w sądzie Mikołaja, Piotra i Macieja, braci z Moraczewa. W 1524 Wawrzyniec i Jan Kotek mieszkańcy Pomykowa oraz poddani Benedykta Miaskowskiego zostali niesłusznie ukarani przez wspomnianych braci za rzekomą kradzież w lesie. Wawrzyńcowi na poczet kary 3 grzywien zabrano konia o wartości jednej grzywny, wołu wartości 0,5 grzywny oraz krowę wartości 8 skudów.
Wskutek II rozbioru Polski w 1793 wieś przeszła pod władanie Prus i jak cała Wielkopolska znalazła się w zaborze pruskim.
W latach 1975–1998 miejscowość administracyjnie należała do województwa leszczyńskiego.
Zobacz też: Pomyków